# دورنیه دو ۱۳
دورنیه دو ۱۳ (به انگلیسی: Dornier_Do_13) یک هواگرد از نوع بمب‌افکن ساخت شرکت دورنیه فلوکتسایک‌ورک در آلمان است.